# Gingivitis
La gingivitis es una enfermedad bucal generalmente bacteriana que provoca inflamación y sangrado de las encías, causada por los restos alimenticios que quedan atrapados entre los dientes. Es muy frecuente que su origen sea causado por el crecimiento de las muelas del juicio, que produce una concavidad, que es donde se deposita el agente patógeno o bacteria.

## Etiología
Según la causa que origine la gingivitis, se clasifica en:

### Inducida por placa dental
Cambios morfológicos gingivales causados por la existencia de irritantes microbianos derivados de la placa dental, materia alba y cálculo dental.

### No inducidas por placa dental

#### De origen bacteriano específico
- Lesiones asociadas con Neisseria gonorrhoeae
- Lesiones asociadas con Treponema pálidum
- Lesiones asociadas a especies streptocócicas
- Otros

#### De origen viral
- Infecciones por el herpes virus
  - Gingivoestomatitis herpética primaria
  - Herpes oral recurrente
  - Infecciones por Varicella zóster
- Otras

#### De origen fúngico
- Infecciones por especies de cándida
- Eritema gingival lineal
- Histoplasmosis
- Otras

#### De origen genético
- Fibromatosis gingival hereditaria
- Otros

## Características clínicas
Clínicamente se aprecia una encía inflamada, con un contorno gingival alargado debido a la existencia de edema o fibrosis, una coloración roja o azulada, una temperatura sulcular elevada, sangrado al sondaje y un incremento del sangrado gingival. Todos estos signos están asociados a periodontos sin pérdidas de inserción, o estables aunque en periodontos reducidos. Los signos clásicos de inflamación pueden apreciarse en la inspección visual, lo que facilita el diagnóstico con la simple exploración del paciente. Para su detección es necesaria la sonda periodontal, que ayuda a estimular el sangrado y a detectar el componente inflamatorio de las bolsas. Además, con la sonda descartaremos la existencia de pérdida de inserción, lo cual nos confirma el diagnóstico de alteración gingival.

## Tratamiento
La gingivitis simple se controla mediante una apropiada higiene bucal con o sin enjuague antibacteriano. También se requiere cureteado o limpieza profesional a mano o con instrumental ultrasónico. Si es apropiado, debe darse nueva forma a los arreglos mal acabados o remplazarlos por nuevos y eliminar los irritantes locales. Si existe algún exceso de encía, debe eliminarse. Los fármacos que causan hiperplasia gingival deben interrumpirse, si es posible; si no, se debe mejorar el cepillado y la limpieza cotidiana y frecuentar más al dentista para limpieza (al menos cada 3 meses) para reducir la hiperplasia.

## Prevención de la gingivitis
La eliminación diaria de la placa con hilo dental, un correcto cepillado y la limpieza profesional periódica cada 6 meses o 1 año ayudan a minimizar la gingivitis. 